# Parc Nacional d'Acàdia

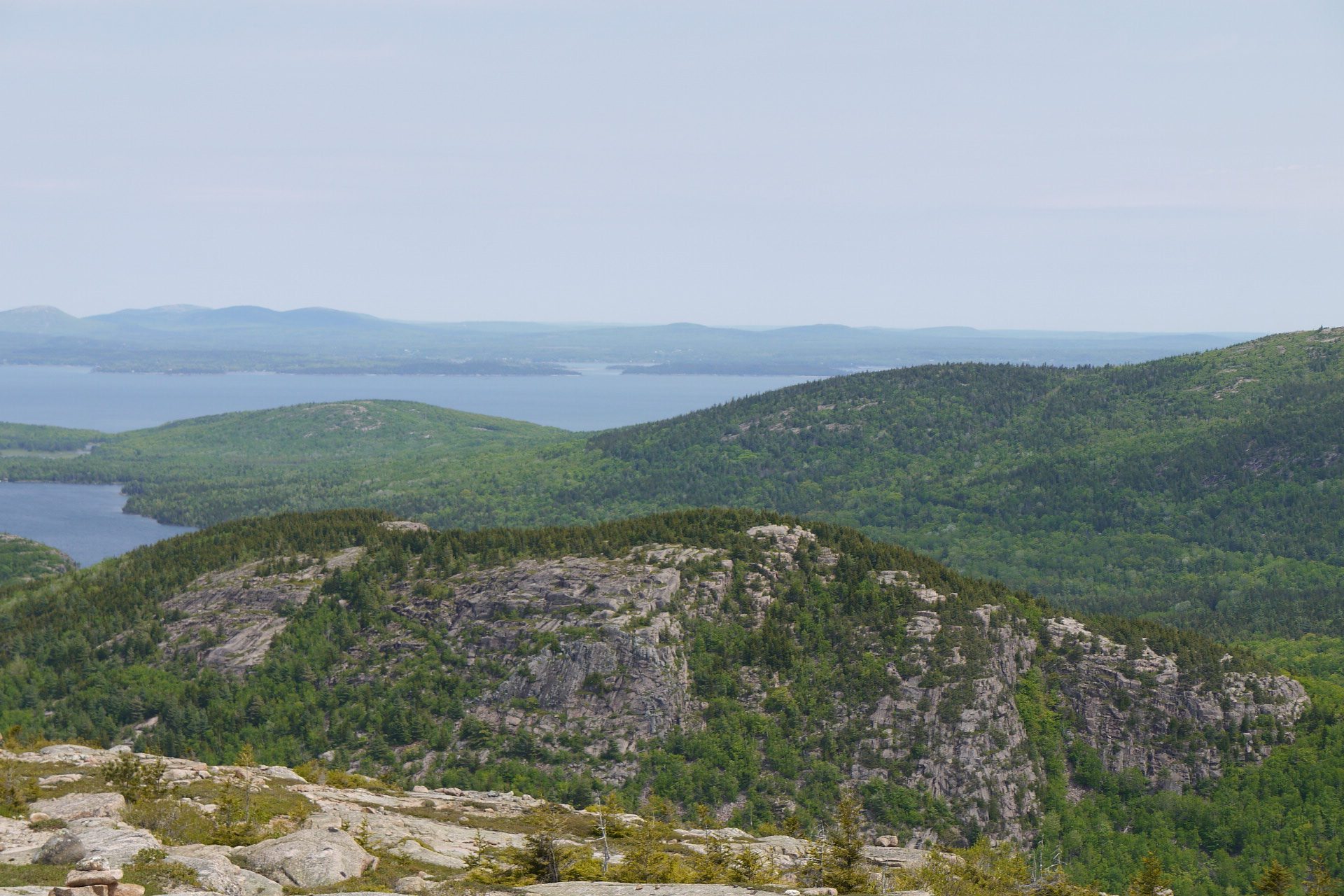
Vista del parc des d'un turó

El Parc Nacional d'Acàdia (Acadia National Park) conserva una gran part de l'illa dels Monts Deserts (Mount Desert Island en anglès i 
originalment l'île des Monts Déserts en francès) i diverses illes properes al llarg de la costa atlàntica de Maine al nord-est dels Estats Units. Aquesta zona protegida inclou altes muntanyes costaneres, molts quilòmetres de la costa i un gran nombre de llacs. Ocupa 121 km².